# Helga Liné
Helga Liné (Berlino, 14 luglio 1932) è un'attrice, ex ballerina, circense ed ex modella tedesca molto attiva in Spagna e nota in Italia soprattutto per avere interpretato molti spaghetti western.

## Biografia
Nome d'arte di Helga Lina Stern, attrice dalla bellezza statuaria. Si trasferisce da bambina in Portogallo a causa della seconda guerra mondiale. 
Il suo primo lavoro è quello di contorsionista e ballerina in un circo ma grazie alla vittoria in un concorso di bellezza inizia l'attività di modella che le apre le porte del cinema, sia portoghese che spagnolo. Negli stessi paesi si esibisce in spettacoli teatrali soprattutto di rivista.
Verso la fine degli anni cinquanta arriva in Italia, dove interpreta numerosi film di genere (spaghetti western, peplum, horror e commedie).
Grazie alla sua bellezza particolare interpreta spesso ruoli di donne sofisticate e sensuali, magari in commedie con un sottile erotismo, genere che negli anni settanta viene ricordato in Spagna come "landismo" prima e "destape" successivamente.
Nel 1974 ottiene il premio del Sindicato Nacional del Espectáculo spagnolo per il film El chulo e nel 1981 partecipa a Verano azul, una serie televisiva prodotta dalla TVE che ha ottenuto un enorme successo.
Negli anni ottanta viene scelta da Pedro Almodóvar per interpretare due suoi film.
Nel 1991 si trasferisce in Argentina, ma senza abbandonare le scene spagnole. Nella sua carriera ha interpretato circa 120 film.

## Filmografia parziale
- La trinca del aire, regia di Ramón Torrado (1951)
- Il conquistatore di Maracaibo, regia di Eugenio Martín (1961)
- Gli invincibili sette, regia di Alberto De Martino (1963)
- Le avventure di Scaramouche, regia di Antonio Isasi-Isasmendi (1963)
- Il segno di Zorro, regia di Mario Caiano (1963)
- Un amore e un addio, regia di Germán Lorente (1963)
- La rivolta dei sette, regia di Alberto De Martino (1964)
- Ercole contro i tiranni di Babilonia, regia di Domenico Paolella (1964)
- Gli invincibili dieci gladiatori, regia di Nick Nostro (1964)
- Il trionfo dei dieci gladiatori, regia di Nick Nostro (1964)
- Operazione poker, regia di Osvaldo Civirani (1965)
- L'ombrellone, regia di Dino Risi (1965)
- All'ombra di una colt, regia di Giovanni Grimaldi (1965)
- Agente 077 missione Bloody Mary, regia di Sergio Grieco (1965)
- Amanti d'oltretomba, regia di Mario Caiano (1965)
- Golia alla conquista di Bagdad, regia di Domenico Paolella (1965)
- Kriminal, regia di Umberto Lenzi (1966)
- Cifrato speciale, regia di Pino Mercanti (1966)
- Missione speciale Lady Chaplin, regia di Alberto De Martino (1966)
- Missione sabbie roventi, regia di Alfonso Brescia (1966)
- Password: Uccidete agente Gordon, regia di Sergio Grieco (1967)
- Mister X, regia di Piero Vivarelli (1967)
- Il marchio di Kriminal, regia di Fernando Cerchio (1967)
- Caccia ai violenti, regia di Nino Scolaro (1968)
- Brutti di notte, regia di Giovanni Grimaldi (1968)
- Colpo sensazionale al servizio del Sifar, regia di José Luis Merino (1968)
- Così dolce... così perversa, regia di Umberto Lenzi (1969)
- Buon funerale amigos!... paga Sartana, regia di Giuliano Carnimeo (1970)
- I Leopardi di Churchill, regia di Maurizio Pradeaux (1970)
- Un caso di coscienza, regia di Giovanni Grimaldi (1970)
- Su le mani, cadavere! Sei in arresto, regia di León Klimovsky (1971)
- L'arciere di fuoco, regia di Giorgio Ferroni (1971)
- Le belve, regia di Giovanni Grimaldi (1971)
- Esperienze prematrimoniali, regia di Pedro Masó (1972)
- Doppia coppia con regina, regia di Julio Buchs (1972)
- Mio caro assassino, regia di Tonino Valerii (1972)
- Horror Express, regia di Eugenio Martín (1972)
- L'ultimo vampiro, regia di León Klimovsky (1973)
- Le guerriere dal seno nudo, regia di Terence Young (1973)
- Il terrore sorge dalla tomba, regia di Carlos Aured (1973)
- Campa carogna... la taglia cresce, regia di Giuseppe Rosati (1973)
- Fuori uno... sotto un altro, arriva il Passatore, regia di Giuliano Carnimeo (1973)
- Il chiodo nel cervello, regia di Pedro Olea (1973)
- L'amante adolescente, regia di Pedro Masó (1973)
- L'orgia notturna dei vampiri, regia di León Klimovsky (1974)
- Il protettore, regia di Roger Hanin (1974)
- Aberrazioni sessuali in un penitenziario femminile, regia di Rafael Moreno Alba (1974)
- La moglie giovane, regia di Giovanni D'Eramo (1974)
- Dick Turpin, regia di Fernando Merino (1974)
- L'abbraccio mortale di Lorelei, regia di Amando de Ossorio (1974)
- La casa, regia di Angelino Fons (1976)
- Labirinto di passioni, regia di Pedro Almodóvar (1982)
- Venere nera, regia di Claude Mulot (1983)
- La legge del desiderio (La ley del deseo), regia di Pedro Almodóvar (1987)

## Doppiatrici italiane
- Rita Savagnone in Ercole contro i tiranni di Babilonia, Agente 077 missione Bloody Mary, Kriminal (ruolo di Inge), Buon funerale amigos!... paga Sartana, L'arciere di fuoco
- Dhia Cristiani in Il conquistatore di Maracaibo (ruolo di Moira), Le guerriere dal seno nudo
- Benita Martini in Operazione poker, Il marchio di Kriminal
- Gianfranco Bellini in Il conquistatore di Maracaibo (ruolo di El Valiente)
- Fiorella Betti in Kriminal (ruolo di Trude)
- Rosetta Calavetta in All'ombra di una colt
- Anna Miserocchi in Così dolce... così perversa
- Marzia Ubaldi in La legge del desiderio